# Cyclopina latipes
Cyclopina latipes is een eenoogkreeftjessoort uit de familie van de Cyclopinidae. De wetenschappelijke naam van de soort is voor het eerst geldig gepubliceerd in 1936 door Schäfer.